# Крупин, Владимир Николаевич

Окрестности поселка Кильмезь Кировской области, малой родины Владимира Крупина.

Влади́мир Никола́евич Крупи́н (род. 7 сентября 1941, Кильмезь, Кировская область) — русский советский писатель, публицист и педагог. Выступал в качестве актёра кино в эпизодической роли. Один из представителей «деревенской прозы». Пишет на православную тему. Главный редактор журнала «Москва» (1990—1992). Главный редактор журнала «Благодатный огонь» (1998—2003). Первый лауреат Патриаршей литературной премии (2011). Почётный гражданин Кировской области (2016).

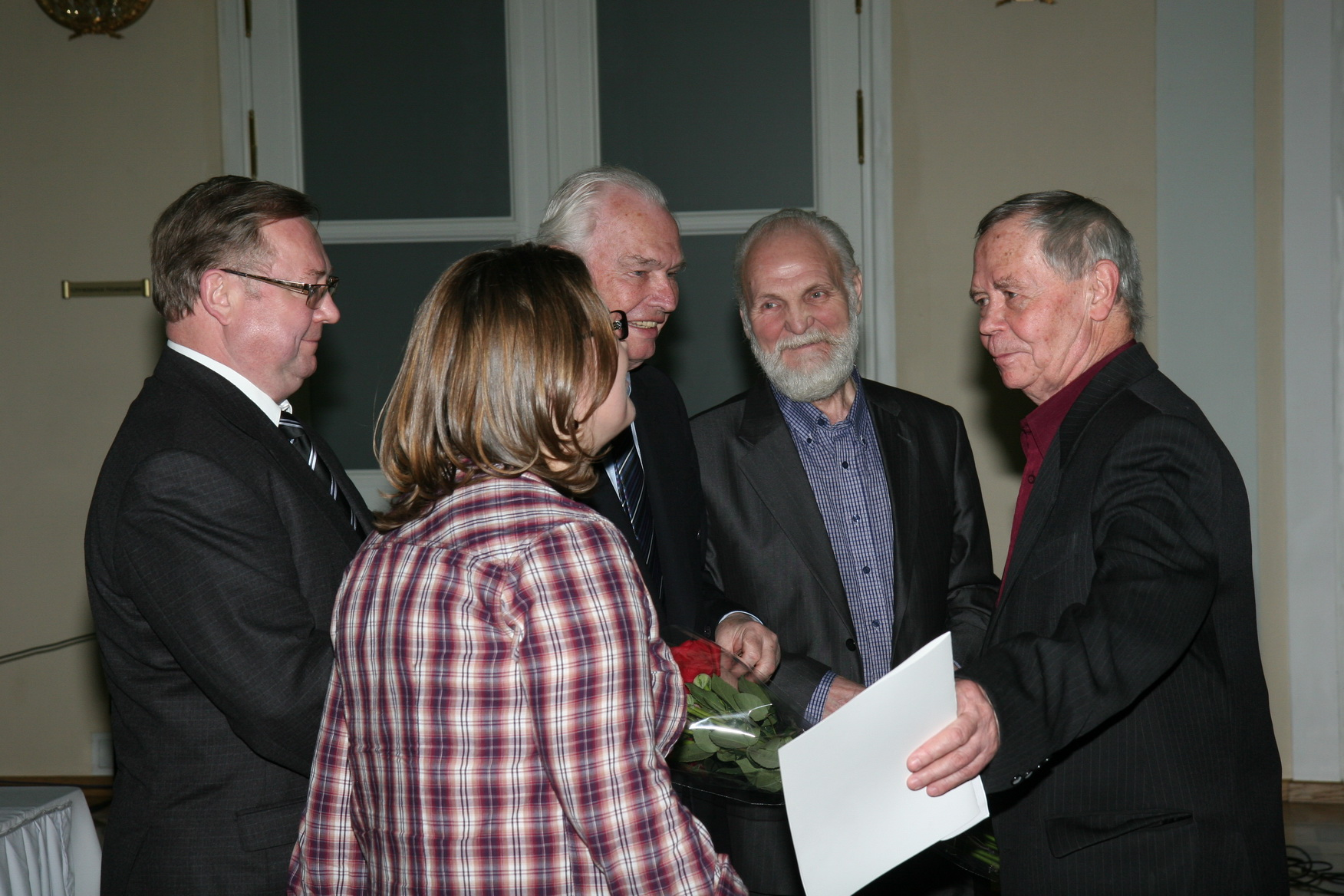
Валерий Ганичев, Владимир Крупин, Валентин Распутин на вручении Большой литературной премии России за 2011 год.

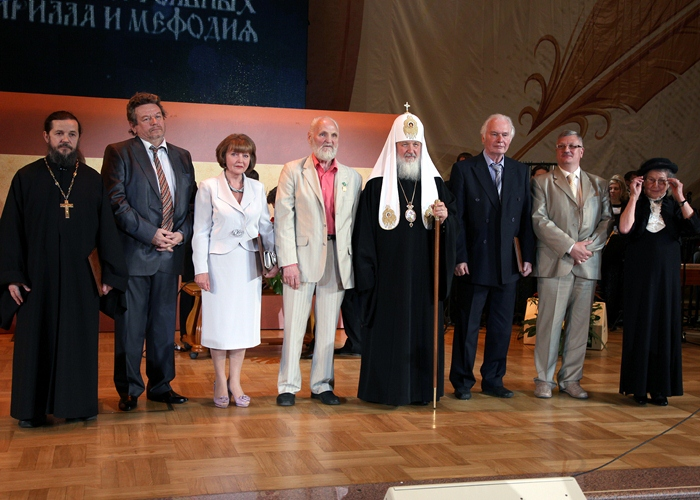
Владимир Крупин среди номинантов Патриаршей литературной премии (2011).

  Сопредседатель Союза Писателей России.

## Биография
Родился в семье лесничего. После окончания школы в 1957 году работал слесарем, грузчиком, корреспондентом районной газеты, был членом бюро райкома комсомола, выдвигался на должность секретаря райкома комсомола. Три года служил в армии, в ракетных войсках, в Москве.
В 1961 году вступил в КПСС.
Не пройдя по конкурсу в Литературный институт имени А. М. Горького, поступил на филологический факультет Московского областного педагогического института, который окончил в 1967 году.
Работал учителем русского языка, редактором и сценаристом на Центральном телевидении, редактором в издательстве «Современник», был парторгом издательства (уволен после выхода в свет повести Георгия Владимова «Три минуты молчания», 1977). 
Три года преподавал в Литературном институте, затем в Российской академии живописи, ваяния и зодчества, Московской духовной академии, в других учебных заведениях.

Первая книга «Зёрна» вышла в издательстве «Современник» в 1974 году, когда Крупину было 33 года. Тираж книги составил 50 тыс. экземпляров. В предисловии к «Зёрнам» Владимир Тендряков писал
Бесхитростные истории, рассказанные от лица автора или от лица старой женщины-матери, рассказы, миниатюры, — не просто повествование, но и оценка, и анализ жизни, часто своеобразный моральный кодекс, преподнесённый мимоходом и неназойливо…
После выхода этой книги Владимир Крупин был принят в Союз писателей СССР.
Широкое внимание привлёк к себе повестью «Живая вода», по которой впоследствии был снят фильм. Впервые «Живая вода» была опубликована в восьмом номере журнала «Новый мир» за 1980 год. 
После публикации повести Владимира Крупина «Сороковой день» в журнале «Наш современник» (1981) был уволен заместитель главного редактора Ю. Селезнёв.
В 1983 году В. Крупин снимался в фильме «Детский сад» Евгения Евтушенко. Сыграл в эпизоде ополченца, защищавшего Москву в 1941 году.
В 1986—1990 годах входил в редколлегию журнала «Новый мир» и в состав правления СП СССР.
С 1990 по 1992 год Владимир Николаевич Крупин — главный редактор журнала «Москва».
С 1998 по 2003 год — главный редактор христианского журнала «Благодатный огонь».
В 1990 году писатель подписал «Письмо 74-х». В октябре 1990 года подписал «Римское обращение».
В 1992 году по мотивам повести Владимира Крупина «Живая вода» был снят фильм «Сам я — вятский уроженец». В главной роли снялся Михаил Ульянов.
С 1994 года преподаёт в Московской духовной академии.
По признанию самого писателя, более 40 лет дружил с Распутиным и Беловым.
Автор книжных изданий Всероссийского детского творческого конкурса «Заглянем в историю вместе».
Крупин издал более 150 книг. В последние десятилетия в его творчестве доминирует тема Православия, она присутствует в повестях: «Великорецкая купель», «Крестный ход», «Последние времена», «Слава Богу за все» «Незакатный свет», «Афон. Стояние в молитве» и др.
Произведения писателя переведены на многие языки мира: армянский, болгарский, японский, немецкий, китайский, финский и другие.
Многолетний председатель жюри фестиваля православного кино «Радонеж», почётный председатель Международного славянского литературного форума «Золотой витязь» и член жюри премии имени Ф. М. Достоевского.
4 октября 2023 года в Кильмези, на малой родине писателя, прошла презентация книги «В. Н. Крупин» серии «Почётные граждане Кировской области».
Живёт и работает в Москве.
Семья
Супруга — писательница Надежда Леонидовна Крупина.

## Крупинские чтения в Кильмези
На протяжении многих лет в Кильмези, при непосредственном участии и поддержке писателя, проходят Литературно—общественные Чтения, которые из районных переросли в межрегиональные. В Кильмезском районе побывали десятки писателей, учёных, художников, артистов и священнослужителей из Перми, Марий Эл, Удмуртии, Санкт-Петербурга, Москвы.
В 2011 году писатель получил Патриаршую премию и на эти деньги построил в родном селе новый дом, там Владимир Крупин живёт, когда приезжает на малую родину.
В 2013 году в доме Владимира Крупина открыт Центр православной культуры. Здесь выставлены многие личные вещи Владимира Николаевича: иконы, картины художников, коллекции пасхальных яиц, колокольчиков, церковная утварь, подарки и сувениры, привезённые из разных стран и городов России. В Центре находится библиотека писателя: его книги на русском и иностранных языках, книги православной религиозной литературы, сотни уникальных книг писателей—друзей, с их автографами. В Центре православной культуры с учащимися района проходят экскурсии, уроки и лекции по мировой художественной культуре.
Крупинские чтения стали культурным событием не только Кильмезского района, но и Кировской области. Чтения проводятся с 2009 года при поддержке департамента культуры Кировской области и областной библиотеки им. Герцена.
В 2024 году заключительным мероприятием XV Крупинских чтений стал литературный праздник «Тепло родного очага». Приняли участие коллективы: образцовый танцевальный коллектив «Фантазия», хоровой коллектив «Мелодия души», коллектив ветеранов «Сударушка», ансамбль русской песни «Горница», вокально- инструментальный ансамбль Дома культуры «Орион», детский коллектив «Поколение NEW» и др. В празднике приняли участие вятские поэты Николай Пересторонин, Елена Коновалова, Сергей Щеглов, Оксана Чупракова.

## Позиция и высказывания
В своих статьях и интервью не раз высказывался по проблемам отношения полов, миграционной политики, религиозной терпимости, развития языка:
- он отрицательно относится к сексменьшинствам, называя «гей-парады» парадами извращенцев[13];
- назвал коррупционеров прислужниками сатаны[14];
- выступает против ИНН, электронных карт и других инноваций, связанных с автоматизацией и электронной обработкой документооборота;[источник не указан 4606 дней]
- критикует современное искусство и не посещает соответствующие выставки и экспозиции;[источник не указан 4365 дней]
- выступает против англицизмов и внедрения в русских язык иностранных технических терминов;[источник не указан 4365 дней]
- считает, что Россия проиграла третью мировую войну, информационную[15];
- на заседании Общественной палаты, посвящённом концепции преподавания школьного курса литературы, назвал единственным положительным героем в культуре Иисуса Христа[16];
- тепло отзывался о учёном и православном патриоте Фатее Шипунове, занимавшемся неакадемическими и псевдонаучными исследованиями[17];
- всегда дружил с людьми, которые были один раз женаты[18];
- говорит, что мы идём к своим святыням, мы созидаем свою душу, мы отмаливаем свои грехи, становимся лучше, и уже, дай Бог, наши молитвы о России, за Россию доходят до престола Господня…[19]

В марте 2022 года подписал обращение в поддержку военного вторжения России на Украину (2022).

## Отзывы и критика
Манера повествования Крупина — свободная, часто с элементами комического, иногда на грани фантастики. Проза Крупина своим символизмом напоминает притчу, тем более, что Крупин активно использовал эзопов язык. Крупин — православный христианин, и он указывает на основные, религиозные проблемы человеческого существования, поэтому в его главном герое есть что-то от мудрости старого деревенского юродивого. Для прозы Крупина типично полное отсутствие авторского комментария.
— Вольфганг Казак

## Сочинения
- Зёрна, 1974 (рассказы)
- До вечерней звезды, 1977 (рассказы)
- Живая вода (повесть), 1980
- Вербное воскресенье (сборник), 1981
- Сороковой день (повесть), 1981
- Во всю ивановскую (сборник рассказов), 1985
- Дорога домой (сборник), 1985
- Ямщицкая повесть (повесть), 1986
- Иван — крестьянский сын (повесть), 1986
- Спасение погибших (роман-завещание) 1986
- Дымка (книжка-картинка рассказывает о дымковской игрушке), 1987
- Вятская тетрадь (сборник), 1987
- Прости, прощай… (повесть), 1988
- Будем как дети (сборник), 1989
- Повесть о том, как… (повесть), 1989
- От рубля и выше (повесть), 1989
- Свет любви (сборник прозы), 1990
- Великорецкая купель (повесть о праведнике), 1990
- Курс молодого бойца (повесть), 1990
- Как только, так сразу (повесть) 1992
- Русские святые (рассказ), 2002
- Повести последнего времени, 2003
- Освящение престола. Будни сельского храма. Записки прихожанина (три повести), 2005
- Незакатный свет. Записки паломника, 2007
- Дымка (сборник прозы), 2007
- Босиком по небу (повести), Издательство "Сибирская Благозвонница", Москва. 2011
- Афон. Стояние в молитве. Издательство "Сибирская Благозвонница", Москва. 2011
- Святой Афон, 2012
- Ввысь к небесам, 2014
- Сияние Афона, 2016
- Россию спасет святость: Очерки о русских святых. Издательство "Сибирская Благозвонница", Москва. 2023

## Экранизация
- 1992 — «Сам я — вятский уроженец», реж. Виталий Кольцов

## Премии и награды

### Награды Российской Федерации и СССР
- Орден «За заслуги в культуре и искусстве» (13 июня 2024) — за большой вклад в развитие отечественной культуры и искусства, многолетнюю плодотворную деятельность[21]
- Орден Дружбы Народов (1984)

### Почётные звания
- Почётный гражданин Кировской области (16 июня 2016) — за выдающиеся заслуги в области литературы, значительный вклад в возрождение духовной жизни, исторических традиций, православных основ служения Отечеству, в развитии нравственного, патриотического воспитания детей Кировской области

### Литературные премии и награды
- Всероссийская литературная премия им. Святого благоверного князя Александра Невского (2009)
- Патриаршая литературная премия (2011)
- Золотая медаль им. А. С. Пушкина (Высшая награда Международного славянского литературного форума «Золотой витязь» (2021)[22]
- Гран-при литературной премии «Моя Россия» За вклад в отечественную литературу, возрождение и сохранение духовных и исторических ценностей России (Высшая награда литературно-исторической премии «Моя Россия» Союза писателей РФ) (2023)[23]

### Общественные награды
- Премия «Вятский горожанин» (2010)[24]
- Орден Достоевского I степени (2012, общественная награда Пермского края)[25]
- Благодарственные письма, Почётные грамоты, Дипломы разных регионов России и стран мира.

### Конфессиональные награды
- Медаль «В память 1000-летия преставления равноапостольного великого князя Владимира» (2021)
- Орден Святого равноапостольного великого князя Владимира 3-й степени (2021)[26]

### Награды иностранных государств
- Орден «Высокая степень творения» правительства Палестины (2015)

## Статьи
- Крупин Владимир. Поле Куликово: Осенью будущего года исполняется 600 лет одной из величайших битв в истории Родины // Комсомольская правда, 13.09.1979.
- Крупин Владимир. «Земля еси и в землю отыдеши».
- Крупин Владимир. Русские тезисы.
- Рассказы // Благодатный огонь, № 1.
- Вася, отбрось костыли // Благодатный огонь, № 2.
- Папа в моей жизни // Благодатный огонь, № 3.
- Бессовестный бѣс // Благодатный огонь, № 4.